# Neritos syntomoides
Neritos syntomoides là một loài bướm đêm thuộc phân họ Arctiinae, họ Erebidae.